# Wyskoć Mała
Wyskoć Mała – osada w Polsce położona w województwie wielkopolskim, w powiecie kościańskim, w gminie Kościan.
Na południe od osady przepływa Rów Wyskoć.
Wieś jest dawnym folwarkiem wsi dworskiej Wyskoć.